# Rome Moderne - Campo Vaccino
Rome Moderne - Campo Vaccino est un tableau réalisé en 1839 par William Turner. Il mesure  90,2 × 122 cm. Il est conservé au J. Paul Getty Museum à Los Angeles. Le tableau a été vendu pour 29,7 millions de livres en juin 2010.

## Sujet
Turner représente le forum romain depuis la colline du Capitole, dans l'état d'abandon où il se trouve lors des séjours du peintre à Rome. Ruiné et en partie enseveli, il est appelé Campo Vaccino, littéralement le pré aux vaches. Tuner a séjourné à Rome en 1819 puis en 1828 et mêle le réalisme architectural et historique au côté anecdotique du premier plan, avec de jeunes bergères et un troupeau de chèvres. On peut comparer sa vision avec celle de Piranèse, tracée sous un angle similaire :

Comparaison des vues artistiques du Campo Vaccino
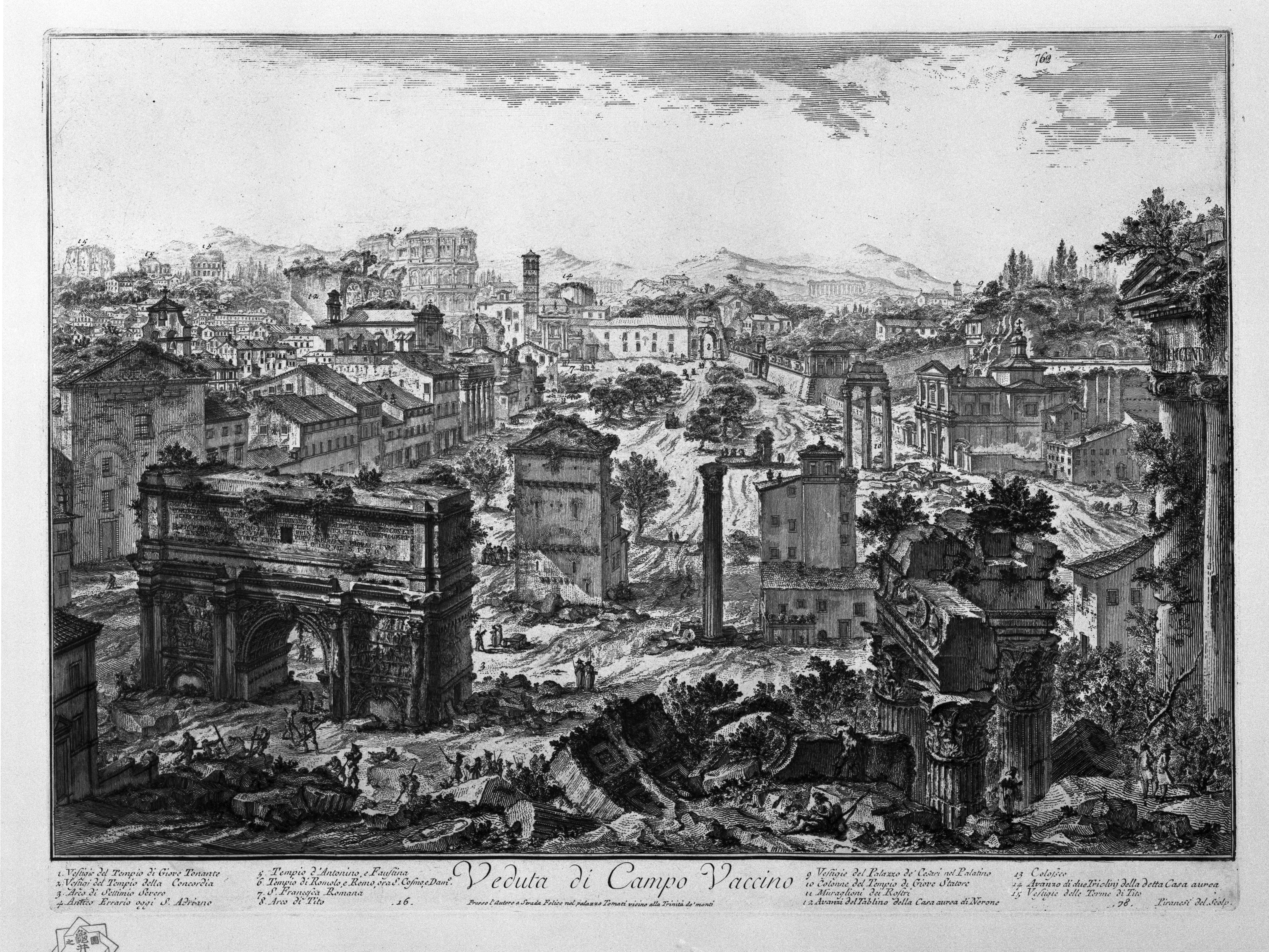
Dessin de Piranèse vers 1750
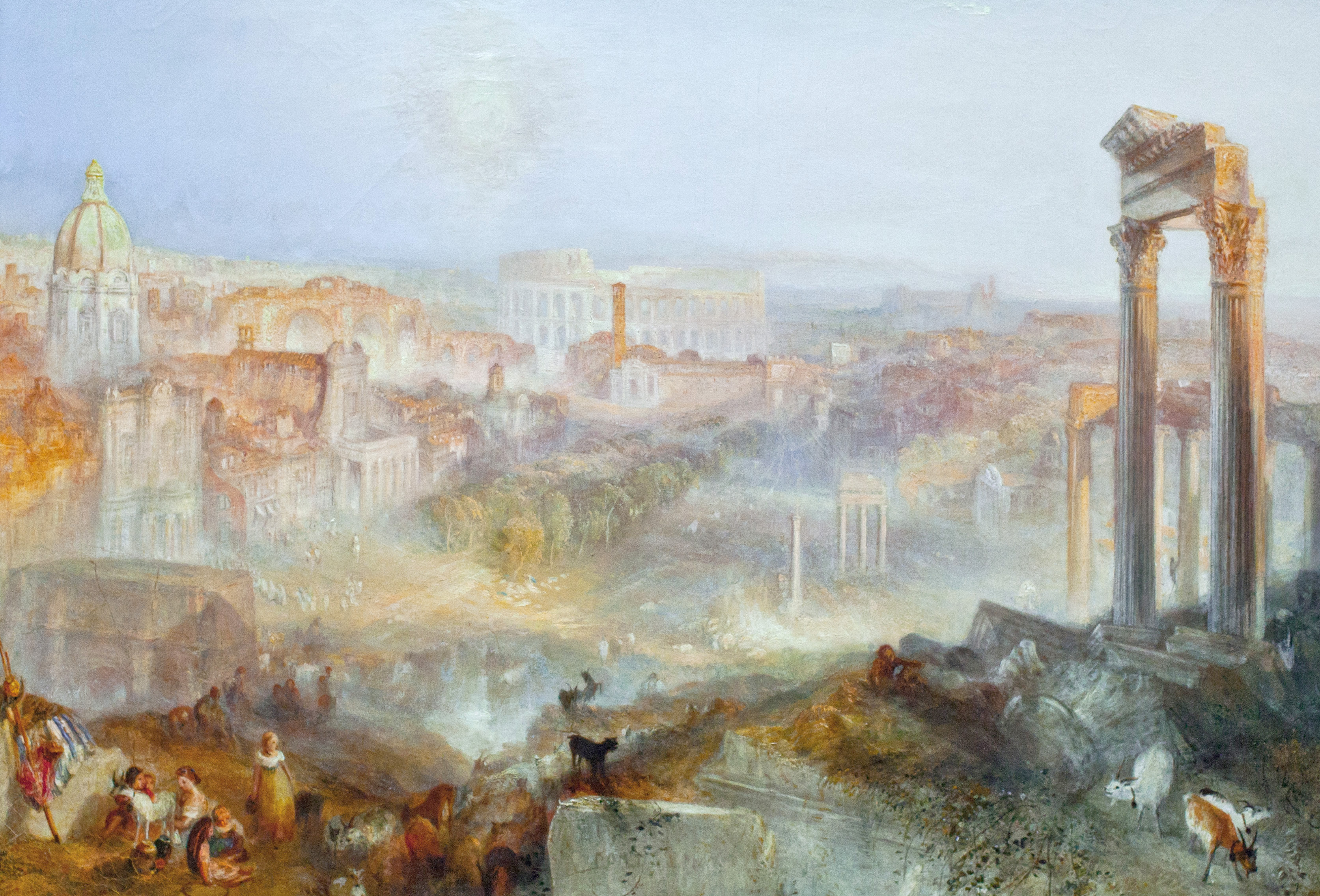
Tableau de Turner, 1839
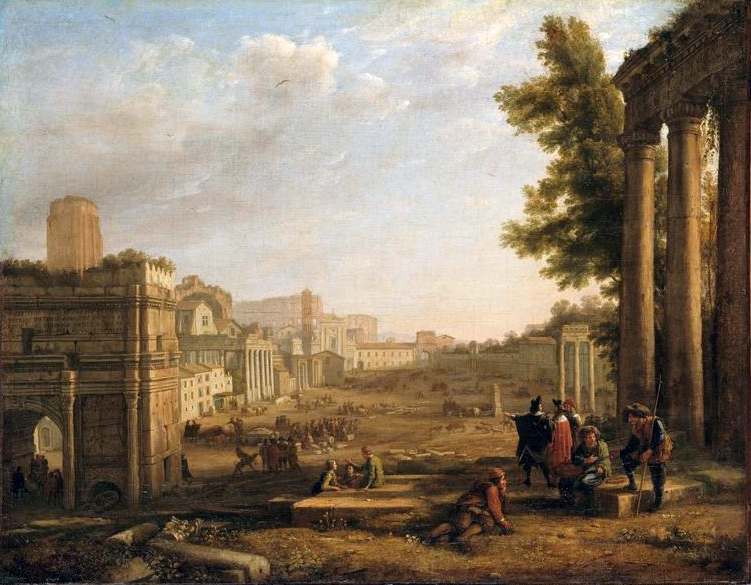
Peinture de Claude Lorrain, 1636

## Expositions
Rome moderne- Campo Vaccino est exposé pour la première fois à Londres en 1839 et fait pendant à un autre tableau de Turner Rome antique : Agrippine accostant avec les cendres de Germanicus.
Le collectionneur d'art et ami de Tuner Hugh Andrew Johnstone Munro of Novar (en) (1797 - 1864) achète le tableau après l'exposition. Il est acquis en 1878 par Archibald Primrose (5e comte de Rosebery) pour 4 450 guinées et reste dans la demeure de cette famille pendant un siècle, puis est prêté en 1978 à la Galerie nationale d'Écosse. 
En 2010, un descendant des comtes de Rosebery met le tableau en vente aux enchères auprès de Sotheby's. Partant d'une estimation de 18 millions de livres sterling, le tableau est acquis au prix record pour une œuvre de Turner de 29.7 millions de livres sterling, pour le compte du J. Paul Getty Museum à Los Angeles.